# El caso de los párvulos
El caso de los párvulos es una historieta del autor español Ramón María Casanyes creada en 1982, la segunda de gran extensión que realizó de la serie Mortadelo y Filemón. 

## Trayectoria editorial
En 1982 Ibáñez pasó a realizar historietas para la revista Súper Mortadelo, por lo que las últimas historietas de los agentes en la revista Mortadelo están creadas por un equipo apócrifo. Uno de los apócrifos más reconocidos fue Casanyes, que realizó esta historiada en formato seriado en los Mortadelo n.º 604 a 611 (julio a agosto de 1982)
En la nueva colección Olé, Ediciones B e Ibáñez hicieron un filtrado de todo aquel material "no original de Ibáñez" que se había estado vendiendo en la antigua colección en Bruguera. La particularidad de esta historieta larga radica en que es la única superviviente de la colección con -aparente- nula intervención de Ibáñez en su desarrollo. Puede encontrarse en el número 38 de la nueva Colección Olé. Tal vez se aceptó porque al fin y al cabo es una aceptable historieta y como reconocimiento al trabajo de Casanyes en la sombra como dibujante de Mortadelos. La anterior historieta larga de Casanyes Las criaturas de cera vivientes, no corrió la misma suerte, aunque otras historietas cortas del mismo autor sí que han sobrevivido en la nueva colección como las historias cortas El antepasado, Henchidos de gloria, El botijo de la T.I.A. o El Can-bal, así como muchas que dibujó de Rompetechos.

## Sinopsis
El profesor Bacterio busca obtener el elixir de la eterna juventud y una vez con la fórmula en sus manos decide probarla él mismo. El resultado como cabría esperar es catastrófico, aunque positivo, ya que recupera su juventud, pero hasta el punto de convertirse en un crío superdotado y gamberro. Al no tener compañía con quien jugar se decide a aplicar su fórmula a todo currante de la T.I.A. El Súper encarga a Mortadelo y Filemón que le paren los pies, y que eviten una serie de sabotajes que organiza la A.B.U.E.L.A. para lo que contarán con la ayuda de la nueva fórmula. Pero al final uno de ellos acabara de tomarse la fórmula.